# معماری اقلیمی در ایران
ایران دارای اقلیمهای مختلف و مناطق با آب و هوای متفاوت در فصول چهارگانه است. معماری گذشته ایران با تکیه به تجربه و تکنیک ساخت و به وسیله مصالح بومی، راه و روشهایی منطقی جهت برآورده شدن شرایط آسایش انسان ابداع نموده بود. با بررسی معماری سنتی این سرزمین می‌توان آن را معماری پایدار یا یکی از نمودهای معماری پایدار نامید. از مسائل مهم معماری پایدار توجه به موضوعات متفاوتی همچون اکولوژی، ارزانی، در دسترس بودن، سازگاری با محیط زیست و موارد دیگر است. در ساختمان‌های سنتی همیشه استفاده از انرژیهای ارزان و در دسترس مانند آفتاب، باد و نور مد نظر بوده‌است، به همین دلیل ساختمان‌ها در مناطق مختلف دارای پلان و قرارگیری متفاوتی جهت حداکثر استفاده از انرژیهای یاد شده می‌باشد. امروزه این مسئله به دلایلی همچون افزایش قیمت زمین، افزایش جمعیت، افزایش قیمت مصالح، به وجود آمدن وسایل تهویه مطبوع، استفاده از انرژیهای فسیلی و … تا حد زیادی باعث تغییر روند معماری شده‌است.

## معماری مناطق سرد و کوهستانی
اقلیم‌های سرد دارای یخبندان‌های مکرر در زمستان می‌باشند. این مناطق دارای زمستان‌های سرد و طولانی می‌باشند و سطح زمین اغلب پوشیده از برف است. نزولات جوی در اکثر مواقع به شکل برف می‌باشد. در این مناطق نوسان دما در شب و روز و فصول مختلف سال زیاد است. در این مناطق با توجه به وجود هوای بسیار سرد و بادهای شدید، حداکثر استفاده از تابش آفتاب، حفظ گرمای ایجاد شده در بنا و … قرارگیری بناها دارای خصوصیات کلی به شرح زیر است:
1. بناها کوچک، محصور و درونگرا هستند.
2. بافت شهر فشرده و ساختمان‌ها به هم متصل هستند.
3. توپوگرافی و جهت تابش از عوامل تعیین‌کننده استقرار و گسترش بناها است.
4. معابر دارای عرض کم و عمود بر جهت باد در نظر گرفته می‌شوند
5. بناها دارای ارتفاع کم بوده و در و پنجره‌ها دارای ابعاد کوچک می‌باشند.[۳]

### خصوصیات فرمی بناهای سنتی در اقلیم سرد
- نسبت سطح پوسته به حجم کم است.
- بناها درونگرا و غالباً دارای حیاط مرکزی هستند.
- بام‌ها اکثراً مسطح می‌باشند.
- اتاق‌ها ارتفاع کمی دارند.
- در و پنجره‌ها کوچک هستند.
- دیوارها دارای قطر زیاد و خانه‌ها اکثراً دارای ایوان می‌باشد.[۳]

### روش‌های کنترل دما در ساختمان‌های واقع در اقلیم سرد
حرارت به سه روش تابش، همرفت و رسانش انتقال می‌یابد. برای کنترل دما در ساختمان با ید راه‌های انتقال حرارت از درون به بیرون و همرفت و رسانش را کنترل کنیم. روش‌های رایج در جلوگیری از اتلاف انرژی و پدید آوردن شرایط آسایش به شرح زیر می‌باشد:
- استفاده از تابش نور خورشید یا مقابله با آن
- استفاده از ظرفیت حرارتی مصالح ساختمانی جهت جلوگیری از گرم و سرد شدن داخل بنا
- باد پناه بودن ساختمان
- استفاده از جریان‌های مطلوب باد
- به حداقل رساندن انتقال گرمای بنا.[۴]

### عوامل مهم در استقرار بناهای واقع در اقلیم سرد
جهت‌گیری ساختمان
این عامل تعیین‌کننده مقدار جذب تابش آفتاب است. در این مناطق ساختمان در جهتی قرار می‌گیرد که بیشترین انرژی تابشی را در فصل زمستان دریافت کند.
قرارگیری ساختمان‌ها در مجاور یکدیگر
برای جلوگیری از اتلاف حرارت در این مناطق، ساختمان‌ها را در مجاورت یکدیگر می‌سازند تا سطح کمتری از بنا در مجاورت هوای آزاد قرار گیرد و در عوض سطوح رو به آفتاب بیشترین مقدار را دارند.
مصالح و رنگ آن‌ها در بنا
در این مناطق سطوح خارجی بنا را از مصالح با جذب حرارت زیاد و رنگ‌های تیره در نظر می‌گیرند. همچنین مصالح دارای ظرفیت حرارتی زیادی می‌باشند.
استفاده از اثر گلخانه‌ای
در این مناطق برای بهره‌وری بیشتر از تابش خورشید در قسمت آفتاب‌گیر بنا، راهروهایی با پنجره‌های بزرگ در نظر می‌گیرند تا بیشترین نور خورشید را وارد ساختمان نمایند. اشعه خورشید بعد از عبور از شیشه تغییر طول موج داده و نمی‌تواند از شیشه برگردد، در نتیجه دمای درون راهرو بالا رفته و دما به مصالح اطراف نفوذ می‌کند و باعث گرم شدن محیط اطراف می‌گردد.
جلوگیری از برخورد باد با بنا
برخورد باد با بدنه ساختمان باعث افزایش انتقال حرارت تولید شده در ساختمان می‌شود به همین دلیل تلاش می‌گردد تا جهت‌گیری ساختمان به نحوی باشد که حداقل سطح در مقابل باد قرار گیرد.
پایین بردن بنا از سطح معبر
استفاده از قسمت‌های بادپناه تپه یا کوه از راهکارهای رایج در این مناطق است.

## اقلیم معتدل و مرطوب
در این اقلیم، رطوبت زیاد، نزولات جوی فراوان تابستان های نسبتاً گرم و تغییر درجه حرارت در طول شب و روز کم می‌باشد. با توجه به بارش زیاد باران و رطوبت بالای زمین و هوا، استفاده ازجریان‌های بادی، به مسئله‌ای اصلی در شکل‌گیری معماری تبدیل شده‌است.

### معماری مناطق معتدل و مرطوب
- احداث ساختمان‌ها به صورت خطی یا پراکنده جهت استفاده حداکثر از جریان باد- معماری برونگرا
- احداث ایوان در اطراف بنا جهت فعالیت روزانه
- احداث ساختمان بالاتر از سطح زمین جهت دور شدن از رطوبت خاک و استفاده از جریان باد
- استفاده از سقفهای شیبدار و ادامه آن‌ها تا نزدیک سطح زمین جهت مقابله با باران‌های شدید و کج باران
- قرار دادن پنجره در سمتهای بیرونی بنا جهت ایجاد کوران
- استفاده از مصالحی که رطوبت کمتری جذب کرده و تبخیر بیشتری دارند

## معماری مناطق گرم و خشک

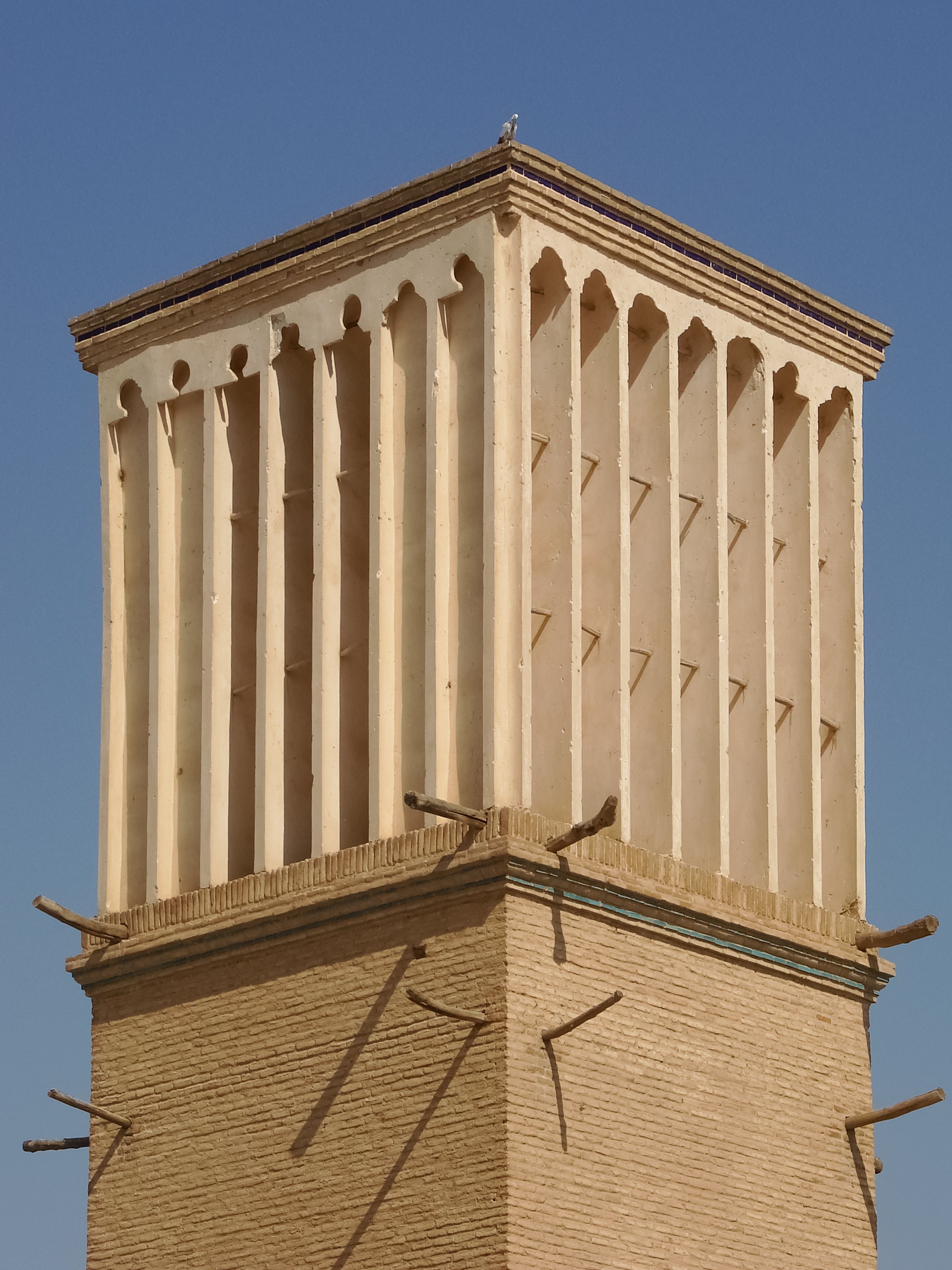
معماری بادگیر تاریخی منطقه قمرود

اقلیم گرم و خشک:درجه حرارت بالا در تابستان و سرمای شدید در زمستان، رطوبت بسیار کم، آب اندک، طوفان‌های شنی از خصوصیات این مناطق می‌باشد.
- احداث بادگیر جهت هدایت باد به درون ساختمان
- احداث حیاط مرکزی و معماری درونگرا
- احداث گودال باغچه
- بناها دارای فشردگی در پلان جهت مقابله با تابش خورشید و قرارگیری سطوح کمتر در برابر آفتاب
- احداث ساختمان به سمت جنوب و جنوب شرق جهت استفاده بهینه از انرژی تابشی خورشید در زمستان
- استفاده از مصالح با مقاومت حرارتی و ظرفیت حرارتی بالا از جمله گل و مشتقات آن
- ضخامت زیاد دیوارها و استفاده از رنگ روشن مصالح جهت انعکاس نور خورشید
- حداقل تعداد باز شوها در سطوح بیرونی و رو به معابر

## معماری مناطق گرم و مرطوب
اقلیم گرم و مرطوب: دما و رطوبت بالای هوا، بارندگی کم، تابستان‌های بسیار گرم و شرجی، زمستان‌های معتدل و کوتاه، پوشش گیاهی کم و اختلاف بسیار کم درجه حرارت در طی شبانه‌روز، از خصوصیات اقلیمی این منطقه است. در واقع حلقه اتصال دو معماری درون‌گرای منطقه گرم و خشک و معماری برون‌گرای منطقه معتدل و مرطوب است چرا که دارای ویژگی‌های معماری درون‌گرا و برون‌گرا به صورت توامان می‌باشد.
- قرار دادن پنجره در اطراف بنا جهت ایجاد کوران
- احداث ایوان در اطراف بنا
- احداث بادگیر جهت هدایت باد به داخل بنا
- استفاده از مصالح با مقاومت حرارتی بالا.[۶]